# 大克里斯
大克里斯（德語：Groß Köris）是德国勃兰登堡州的市镇，隶属于达默-施普雷瓦尔德县。总面积为69.02平方千米，截至2023年12月31日总人口为2,489人。